# 楊曦垣
楊曦垣（1636年5月21日—1699年12月30日），名世紳，字曙之，號曦垣，四川順慶府鄰水縣人，康熙八年歲貢，康熙十九年，任大邑縣教諭。